# Łętownia (przystanek kolejowy)
Łętownia – stacja kolejowa w osadzie kolejowej Łętownia (obwód geodezyjny wsi Groble), w gminie Jeżowe, w powiecie niżańskim, w województwie podkarpackim, w Polsce.

## Ruch pasażerski
| Rok  | Wymiana pasażerska na dobę |
| ---- | -------------------------- |
| 2017 | 10-19                      |
| 2022 | 0-9                        |

Stacja kolejowa jest położona przy granicy z gminą Nowa Sarzyna i miejscowością Łętownia, stąd nazwa stacji. Dworzec kolejowy został wybudowany w 1899 roku. Jest piętrowy i posiada boczne przybudówki, między którymi, od strony torów, rozciąga się zadaszona wiata z podparciami z żeliwnych słupów. Budynek posiada dach w stylu tyrolskim oraz liczne ozdobne szalowania. Na ścianach bocznych znajdują się tablice z nazwą stacji.